# هربرت بیکر
 هربرت بیکر (انگلیسی: Herbert Baker؛ ۹ ژوئن ۱۸۶۲ – ۴ فوریهٔ ۱۹۴۶) یک معمار اهل بریتانیا بود.